# 31 octobre 1963
Le jeudi 31 octobre 1963 est le 304e jour de l'année 1963.

## Naissances
- Anita Bay Bundegaard, journaliste danoise
- Dermot Mulroney, acteur américain
- Didier Ayres, poète et écrivain français
- Dmitri Meskhiev, réalisateur russe
- Dunga, joueur de football brésilien
- Fred McGriff, joueur américain de baseball
- Jean-Pascal Hesse, directeur de société
- Jean-Philippe Mallé, homme politique français
- Johnny Marr, musicien anglais
- Leonídas Kanáris, musicien et éditorialiste grec
- Mikkey Dee, musicien suédois
- Mogens Jensen, homme politique danois
- Mogens Krogh, footballeur danois
- Mohamed El Hassan Ould Dedew, Érudit musulman sunnite, juriste et ouléma (savant musulman), auteur, écrivain et khâtib
- Naseer Shahir Homoud, dentiste, homme d'affaires et philanthrope jordanien
- Paul Cyr (mort le 12 mai 2012), joueur de hockey sur glace canadien
- Ramiro Musotto (mort le 11 septembre 2009), percussionniste argentin
- Rob Schneider, acteur américain
- Roland Düringer, humoriste et acteur autrichien
- Sanjeev Bhaskar, acteur britannique
- Sarah Brown, épouse de l'ancien Premier ministre du Royaume-Uni, Gordon Brown
- Sylvain Bolay, coureur cycliste
- Timo Koivusalo, réalisateur, acteur et musicien finlandais

- Penny Parker, personnage de fiction récurrent de la série télévisée MacGyver

## Décès
- Hans Jacoby (né le 23 octobre 1904), scénariste allemand
- Henry Daniell (né le 5 mars 1894), acteur britannique
- Léopold Willaert (né le 19 mars 1878), historien belge
- Sam Shoemaker (né le 27 décembre 1893), pasteur épiscopalien américain

## Événements
- Début de la série de bande dessinée Blueberry